# رودخانه دیریوا(نروژ)
رودخانهٔ دیریوا،( به انگلیسی: Driva) رودخانه ای است که از بالای کوه دووْرِه؛ و یا  دووْرِفیَل، از طریق درّهٔ دیریوْ، و یا دیریوْدالن، به سمت شمال به اوپدال؛ و در ادامه به سمت غرب از  طریق درّهٔ سوند؛ و یا  سوندالن، به سوندالس اُرا، جاری می شود.
رودخانه دیریوا، ۱۳۵ کیلومتر، طول دارد؛ و مساحت حوضهٔ آبریز آن، ۱۵۱۱ کیلومتر مربع است.
شبکهٔ رود دیریوا، دارای تفاوت ارتفاع زیادی، بین کوههای بلند و سواحل پست، با ریزش های تند و طولانی است. هم  درّه اصلی و هم درّه های جانبی، باریک  بوده و دارای شکاف های  تند و عمیق هستند.  در طول تابستان، آب رودخانهٔ  دیریوا، غالباً دچار طغیان می شود. علت طغیان آب، بارندگی شدید است که گاه تا حدی،  در اثر ذوب برف، تشدید می شود. بزرگترین، ظغیانی که به سیل انجامید، در ژوئیه سال ۱۹۳۲ رخ داد.
مورد دیگر سیل بزرگی بود که در سال ۱۷۸۹ میلادی روی داد.
در رودخانهٔ دیریوا ، هم   ماهی آزاد  و هم  ماهی قزل آلا  صید می شوند. صید  قزل‌آلای دریایی، در رودخانه  دیریوا ، در سال ۲۰۲۰ میلادی  به ۲٫۷ تن رسید. ذخیرهٔ ماهی آزاد رودخانه، به سبب وجود نوعی انگل ماهی، دچار خُسران، شده است ، به همین علت   در سال ۲۰۱۷ میلادی،  یک مکانیزم   جلوگیری از ورود ماهی  آزاد، به رودخانهٔ دیریوا ، در ساندال  ایجاد شده است.
رودخانهٔ  دیریوا ، دارای نیروگاه تولید برق است. این نیروگاه، در ۲۰ کیلومتری بالای سوندالس اُرا، قرار گرفته و از دریاچه ای به طول تقریباً ۲۰ کیلومتر و عرض ۱ کیلومتر، در اوپدال، آب مورد نیاز را تأمین می کند.  